# Schweizer Badmintonmeisterschaft 2003
Die Schweizer Badmintonmeisterschaft 2003 fand vom 1. bis zum 2. Februar 2003 in Uzwil statt.

## Medaillengewinner
| Disziplin    | Gold                                                | Silber                                               | Bronze                                                         |
| ------------ | --------------------------------------------------- | ---------------------------------------------------- | -------------------------------------------------------------- |
| Herreneinzel | Christian Unternährer (Adligenswil)                 | Olivier Andrey (Tafers)                              | Simon Enkerli (Tafers)                                         |
| Herreneinzel | Christian Unternährer (Adligenswil)                 | Olivier Andrey (Tafers)                              | Nico Schläpfer (Adliswil)                                      |
| Dameneinzel  | Jeanine Cicognini (La Chaux-de-Fonds)               | Santi Wibowo (Genève)                                | Bettina Villars (Adligenswil)                                  |
| Dameneinzel  | Jeanine Cicognini (La Chaux-de-Fonds)               | Santi Wibowo (Genève)                                | Jasmin Pang (Adliswil)                                         |
| Herrendoppel | Pascal Bircher (Uzwil) Philipp Kurz (Adliswil)      | Stefan Arnet (Adligenswil) Andy Hungerbühler (Uzwil) | Christian Unternährer (Adligenswil) Markus Arnet (Adligenswil) |
| Herrendoppel | Pascal Bircher (Uzwil) Philipp Kurz (Adliswil)      | Stefan Arnet (Adligenswil) Andy Hungerbühler (Uzwil) | Markus Hegar (Basilisk GOM) Andreas Jauker (Basilisk GOM)      |
| Damendoppel  | Judith Baumeyer (Tafers) Fabienne Baumeyer (Tafers) | Petra Kretzer (Uzwil) Jasmin Pang (Adliswil)         | Corinne Jörg (La Chaux-de-Fonds) Huwaina Razi (Adligenswil)    |
| Damendoppel  | Judith Baumeyer (Tafers) Fabienne Baumeyer (Tafers) | Petra Kretzer (Uzwil) Jasmin Pang (Adliswil)         | Fanny Berger (Genève) Jeanine Cicognini (La Chaux-de-Fonds)    |
| Mixed        | Paulo von Scala (Genève) Santi Wibowo (Genève)      | Pascal Bircher (Uzwil) Fabienne Baumeyer (Tafers)    | Simon Enkerli (Tafers) Judith Baumeyer (Tafers)                |
| Mixed        | Paulo von Scala (Genève) Santi Wibowo (Genève)      | Pascal Bircher (Uzwil) Fabienne Baumeyer (Tafers)    | Markus Hegar (Basilisk GOM) Anke Fritschi (Basilisk GOM)       |